# 羅金街

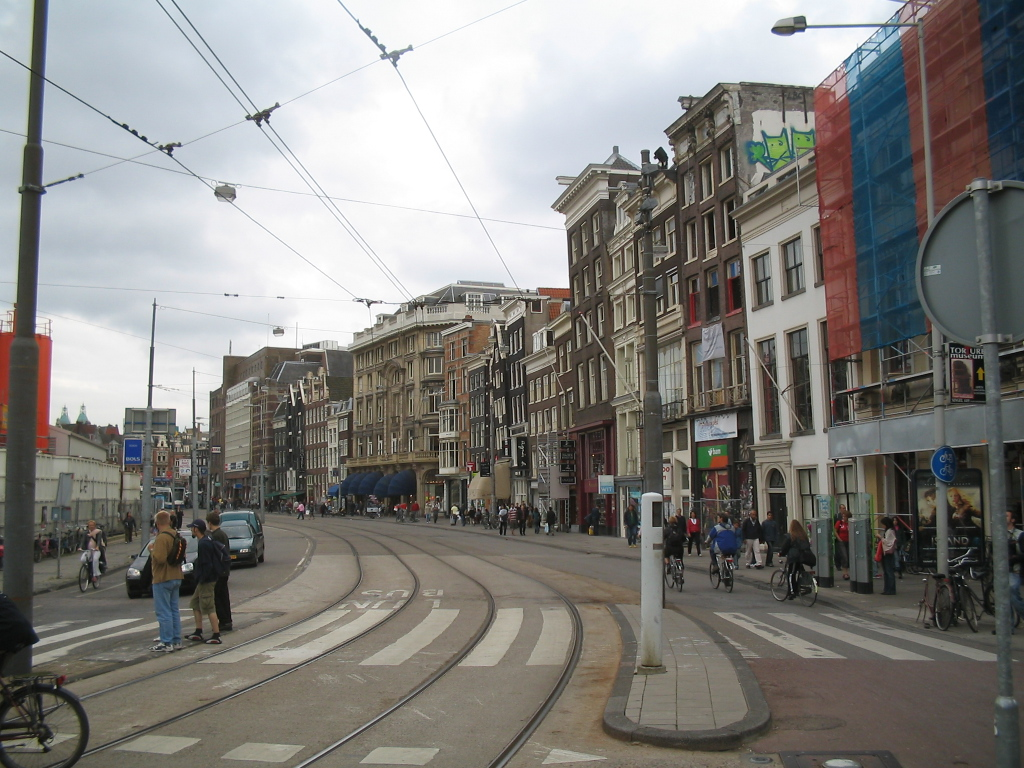
2005年的羅金街

羅金街（Rokin）是阿姆斯特丹的主要街道之一，原本是阿姆斯特爾河的一部分。羅金街的起點是鑄幣廣場，終點是水壩廣場。由於阿姆斯特丹地鐵南北線的建設，羅金街將進行地下發掘。阿姆斯特丹的第一個商品交易所也位於羅金街。
52°22′08″N 4°53′32″E / 52.36889°N 4.89222°E